# بوغدان باربو
بوغدان باربو (بالرومانية: Bogdan Barbu)‏ هو سائق رالي روماني، ولد في 27 مايو 1980.